# Lesli Linka Glatter
Lesli Linka Glatter (Dallas, 26 luglio 1953) è una regista statunitense, con un passato da ballerina e coreografa.

## Biografia
Inizia la sua carriera da regista nel 1985 realizzando il cortometraggio Tales of Meeting and Parting, che ottiene una canditaura all'Oscar per il miglior cortometraggio. Nel 1995 dirige il film Amiche per sempre, con cast quasi interamente al femminile che comprende Demi Moore, Rosie O'Donnell, Melanie Griffith, Christina Ricci e molte altre. Nel 1998 è la volta de La proposta, film drammatico interpretato da Kenneth Branagh, Madeleine Stowe e William Hurt.
Come regista ha lavorato principalmente in campo televisivo, dirigendo dagli anni ottanta a oggi molti episodi delle più note serie televisive; I segreti di Twin Peaks, Una mamma per amica, West Wing - Tutti gli uomini del Presidente, E.R. - Medici in prima linea, The Mentalist, Dr. House - Medical Division, True Blood, Lie to Me e Mad Men, per quest'ultima ha vinto un DGA Award.
Dopo aver diretto l'episodio L'interrogatorio della seconda stagione della serie televisiva Homeland - Caccia alla spia (vincitore del Premio Emmy 2013 alla Miglior sceneggiatura per una serie TV drammatica), la regista venne assunta, a partire dalla terza stagione, come produttrice esecutiva e principale regista della serie.